# Dejan Veljković
Dejan Veljković (Servisch: Дејан Вељковић) (Nis, 20 februari 1970) is een Servisch voormalig voetballer en voetbalmakelaar, vooral bekend van Operatie Propere Handen waarbij hij als spijtoptant optrad.

## Voetbalcarrière
Veljković speelde bij het Servische Radnicki Nis als spits en vertrok op 22-jarige leeftijd naar tweedeklasser Eendracht Aalst in 1992. Hij kon er zich niet echt doorzetten en vertrok een seizoen later naar derdeklasser Eendracht Hekelgem. Door een knieblessure moest hij zijn voetbalcarrière vroegtijdig stopzetten.

## Voetbalmakelaar
Veljković bleef lang in Aalst wonen en maakte sinds 1997 naam en faam in de Belgische voetbalwereld als makelaar. Vooral Oost-Europese spelers haalde hij naar België voor verscheidene eersteklasseploegen zoals Lierse SK, KSC Lokeren, KV Mechelen en RSC Anderlecht.

## Operatie Propere Handen
In het kader van een grootschalig onderzoek door het Belgisch federaal parket in de voetbalwereld (Operatie Propere Handen) werd Velković eind 2018 gearresteerd op verdenking van bendevorming, witwaspraktijken, omkoping en matchfixing.
In ruil voor strafvermindering bezorgde Velković informatie over zijn criminele praktijken aan het parket waarmee men uiteindelijk 56 personen uit de Belgische voetbalwereld voor de rechter willen brengen. Zo werd Velković de eerste spijtoptant ooit in België, waardoor hij niet naar de gevangenis moest. Hij kreeg wel vijf jaar cel met uitstel opgelegd. Daarnaast werden vier miljoen euro van zijn geld en een aantal eigendommen verbeurd verklaard, waaronder appartementen in Servië en een bouwgrond in Schoten.
Nadat zijn spijtoptantenregeling eind 2021 officieel werd bekrachtigd door het Antwerpse Hof van Beroep, vroeg Velković opnieuw een registratie als makelaar aan bij de KBVB.